# Bernd Alois Zimmermann
Bernd Alois Zimmermann (eigentlich Alois Bernhard Zimmermann; * 20. März 1918 in Bliesheim; † 10. August 1970 in Königsdorf) war einer der herausragenden deutschen Komponisten der musikalischen Avantgarde, der in der Auseinandersetzung mit der Neuen Musik zu einem eigenen Stil fand. Sein bekanntestes Werk ist die Oper Die Soldaten.

## Leben
Zimmermann wuchs im ländlich-katholischen Milieu der Eifel auf. Sein Vater war Beamter bei der Reichsbahn und betrieb im Nebenerwerb Landwirtschaft. Ab 1929 besuchte Bernd Alois Zimmermann die katholische Privatschule im Kloster Steinfeld, wo er sich erstmals systematisch mit Musik auseinandersetzte und den Grundstein für seine enorme literarische Bildung legte. Als 1936 die Privatschulen in Deutschland von den Nationalsozialisten geschlossen wurden, wechselte Zimmermann auf ein staatliches katholisches Gymnasium in Köln, wo er 1937 das Abitur ablegte. Im selben Jahr leistete er den Reichsarbeitsdienst ab und schrieb sich zum Wintersemester 1937/38 an der Hochschule für Lehrerausbildung in Bonn ein.
Eigentlich wollte Zimmermann Theologie studieren, begann aber dann im Wintersemester 1938/39 das Studium der Schulmusik, Musikwissenschaft und Komposition an der Hochschule für Musik Köln. 1940 wurde er zur Wehrmacht einberufen, aus der er im Herbst 1942 wegen einer schweren Hautkrankheit aufgrund einer Kampfmittelvergiftung entlassen wurde. Er nahm das Studium wieder auf, dessen Abschluss sich durch Kriegsende und Nachkriegswirren bis 1947 verzögerte. Bereits seit 1946 war Zimmermann als freischaffender Komponist tätig, überwiegend für den Rundfunk. Von 1948 bis 1950 nahm er an den
Kranichsteiner/Darmstädter Ferienkursen für Neue Musik teil, unter anderem bei René Leibowitz und Wolfgang Fortner, und arbeitete 1950–1952 als Lektor für Musiktheorie am Musikwissenschaftlichen Institut der Universität zu Köln. In dieser Zeit entstehen mehrere seiner Werke, so das Konzert für Violine und großes Orchester, das Konzert für Oboe und kleines Orchester, das Konzert für Violoncello und kleines Orchester, mehrere Trompetenkonzerte und das Konzert Perspektiven für zwei Klaviere.
1957 wurde Zimmermann als erster Komponist Stipendiat der nach 1945 wiedereröffneten Deutschen Akademie Villa Massimo Rom und 1958 als Nachfolger von Frank Martin Professor für Komposition der Kölner Musikhochschule, wo er das Seminar für Bühnen-, Film- und Rundfunkmusik begründete. In den 1960er Jahren etablierte er sich als erfolgreicher Komponist mit der Antikriegsoper Die Soldaten. Er wurde 1960 mit dem Großen Kunstpreis von Nordrhein-Westfalen und 1966 mit dem Kunstpreis der Stadt Köln geehrt. 1964 erhielt er ein zweites Stipendium für die Villa Massimo und wurde 1965 Mitglied der Berliner Akademie der Künste. Am 15. Februar 1965 erfolgte nach langem harten Ringen die Uraufführung der Oper Die Soldaten nach einem Drama vom Jakob Michael Reinhold Lenz. Einen Ruf als Kompositionsprofessor an die Berliner Hochschule der Künste lehnte er 1968 ab. 1969 wurde er mit dem Berliner Kunstpreis ausgezeichnet.
Bernd Alois Zimmermann war mit Sabine von Schablowsky (1924–2013) verheiratet, aus der Ehe gingen drei Kinder hervor.
Im Jahre 1967 legte er die Komposition Tratto und das Requiem für einen jungen Dichter vor. Diese Zeit war von Depressionen sowie der Verstärkung seines Augenleidens gekennzeichnet, das ihm immer mehr das gewohnte Arbeiten mit der Musik erschwerte. Ab Dezember 1969 verbrachte Zimmermann wegen einer bipolaren manisch-depressiven Störung ein halbes Jahr in der psychiatrischen Abteilung der Kölner Universitätsklinik. Zugleich begann er 1970 mit der Arbeit an seinem Requiem Totenmesse. Immer länger anhaltende depressive Tendenzen führten zu einer psychischen Krise, hinzu kam das sich schnell verschlimmernde inoperable Augenleiden. Seine Feststellung „Ich kann nicht mehr komponieren!“ war wie ein Aufschrei in auswegloser Lage. Am 10. August 1970 nahm sich der Komponist mit einer Überdosis Tabletten das Leben. Er wurde auf dem Friedhof Königsdorf Süd beigesetzt.

## Werk
Zimmermann war ein Komponist zwischen den Epochen: Er war zu jung, um von den musikalischen Ereignissen der Weimarer Republik entscheidend geprägt zu sein, gleichzeitig aber nach dem Ende des Zweiten Weltkriegs zu alt, um die ablehnende Haltung der jungen Generation den Komponisten der Weimarer Republik gegenüber mitzutragen. Dies führte zu einem ausgesprochen eigenständigen Werkstil, der vom Konzept „pluralistischen“ Komponierens und der Anwendung von Collagetechniken geprägt war.
In seiner kompositorischen Entwicklung vollzog Zimmermann zunächst die Entwicklung der Neuen Musik nach, von der die deutschen Komponisten während der Zeit des Nationalsozialismus zum großen Teil abgeschnitten waren. Er begann mit Werken im neoklassizistischen Stil, gelangte dann durch die Eindrücke bei den Darmstädter Ferienkursen über freie Atonalität (ab 1949) und Dodekaphonie (ab 1951) zur seriellen Musik (ab 1956). Auch seine Vorliebe für den Jazz kommt in mehreren Kompositionen zum Ausdruck, etwa im Violinkonzert von 1950 und im Trompetenkonzert von 1954 sowie in seiner Oper Die Soldaten. Um seinen Lebensunterhalt zu sichern, schrieb bzw. arrangierte Zimmermann Hörspiel- und Filmmusik, so etwa im Jahr 1956 zu Sintflut und Asche, einem Kurzfilm über Kriegszerstörung und Wiederaufbau. Bei einer Aufführung des Films im Rahmen der Deutschen Architektur-Ausstellung in Buenos Aires wurde Kritik an der Musik laut, die über den Deutschen Botschafter und das Außenministerium zu dem dort zuständigen Franz Rowas drang. Er setzte den Regisseur des Films unter Druck, dieser musste die Musik gegen Bachsche Choralmusik austauschen, mit der der Film – zumindest im Ausland – weiter aufgeführt wurde.
Im Unterschied zu den Vertretern der so genannten Darmstädter Schule (Stockhausen, Boulez, Nono u. a.) vollzog Zimmermann keinen radikalen Bruch mit der Tradition. Ende der 1950er Jahre entwickelte er den für ihn typischen persönlichen Komponierstil, die pluralistische Klangkomposition, die geprägt ist durch die Kombination und Überlagerung von Schichten musikalischen Materials aus unterschiedlichen Zeiten und von unterschiedlicher Herkunft (Musik des Mittelalters über Barock und Klassik bis zu Jazz und Popsongs, etwa der Beatles). Das reicht von der Einbettung einzelner musikalischer Zitate in eine Komposition (etwa im Orchesterstück Photoptosis) bis hin zu einem Stück, das gänzlich als Collage konzipiert ist (Musique pour les soupers du Roi Ubu). In Vokalwerken (besonders prägnant im Requiem) wird das Verfahren auch auf den Text angewendet.
Zimmermanns Kunst liegt ein besonderer Zeitbegriff zugrunde:

„Vergangenheit, Gegenwart und Zukunft sind, wie wir wissen, lediglich an ihrer Erscheinung als kosmische Zeit an den Vorgang der Sukzession gebunden. In unserer geistigen Wirklichkeit existiert diese Sukzession jedoch nicht, was eine realere Wirklichkeit besitzt als die uns wohlvertraute Uhr, die ja im Grunde nichts anderes anzeigt, als dass es keine Gegenwart im strengeren Sinne gibt. Die Zeit biegt sich zu einer Kugelgestalt zusammen. Aus dieser Vorstellung […] habe ich meine […] pluralistische Kompositionstechnik entwickelt, die der Vielschichtigkeit unserer Wirklichkeit Rechnung trägt.“

In Zimmermanns einziger Oper Die Soldaten wird diese Gleichzeitigkeit der Ereignisse durch komplexe Simultanszenen ausgedrückt, die durch multimediale Techniken zusätzlich vertieft und sinnhaft aufgeladen werden: Musik, Dramatik, Ballett, Pantomime und Film werden ineinander verzahnt. Dazu kommt zugleich ein Pluralismus der verwendeten Stile: Zimmermann fügt eine Vielzahl musikalischer Zitate aus verschiedenen musikgeschichtlichen Epochen in seine Partitur ein und lässt im 2. und 4. Akt zusätzlich eine Jazz-Combo auftreten. Strukturell zusammengehalten wird all dies durch eine übergeordnete Allintervallreihe. Die Oper erlebte 1965 in Köln unter dem Dirigenten Michael Gielen ihre erfolgreiche Uraufführung, nachdem sie mehrfach (u. a. von Wolfgang Sawallisch) wegen enormer personeller und musikalischer Anforderungen als „unspielbar“ abgelehnt worden war. Eine Neueinstudierung 1969 in München unter der Mitwirkung Zimmermanns, wieder unter der musikalischen Leitung Gielens, wurde ein überwältigender Erfolg.
Zimmermann war ein betont literarischer und betont politischer Komponist. Eine Vielzahl seiner Werke beruht auf Werken der Literatur oder setzt sich mit diesen auseinander. Seine Oper Die Soldaten nimmt das Schauspiel von Jakob Michael Reinhold Lenz zur Vorlage, seine Musique pour les soupers de Roi Ubu ist eine imaginäre Ballettmusik für das Schauspiel König Ubu von Alfred Jarry. Im Requiem für einen jungen Dichter verwendet Zimmermann Texte von Dichtern, die freiwillig aus dem Leben schieden: Jessenin, Majakowski und Konrad Bayer. Das Ankomponieren Zimmermanns gegen Unrecht und Unterdrückung wird besonders deutlich in der musikalisch expressiven Darstellung der gnadenlosen Zerstörung eines Menschenlebens in Die Soldaten und in dem gegen Rassismus in den USA gerichteten Trompetenkonzert Nobody knows de trouble I see, in dem Zimmermann afroamerikanische Musik verwendet (Spirituals und Jazz). In Zimmermanns Requiem für einen jungen Dichter geht es um die gesellschaftliche Situation zwischen 1920 und 1970, die unter anderem durch Originalausschnitte aus Reden Adolf Hitlers, Zitaten aus dem Grundgesetz und dem Roten Buch Mao Zedongs nähergebracht wird.
Einfluss auf Zimmermanns Denken und Wirken hatten auch sein Sinn für Religion und seine katholische Erziehung. Sichtbares Zeichen ist die Buchstabenfolge, die Zimmermann ans Ende jeder Partitur setzte: O.A.M.D.G. (Omnia ad maiorem Dei gloriam = Alles zur größeren Ehre Gottes). Eine Reihe von Werken Zimmermanns nimmt direkt oder indirekt Bezug auf Religion und Liturgie, u. a. Antiphonen, Omnia tempus habent und Ekklesiastische Aktion. Dennoch ist vielen Werken Zimmermanns ein tiefgreifender Pessimismus zu eigen. Im Zentrum des Requiems für einen jungen Dichter stehen die Verse des Dichters Konrad Bayer worauf hoffen? / es gibt nichts was zu erreichen wäre, außer dem tod.

## Schüler
- Harald Banter[10]
- Oskar Gottlieb Blarr
- Peter Michael Braun
- York Höller
- Georg Kröll
- Luca Lombardi
- Heinz Martin Lonquich
- Johannes Fritsch
- Manfred Niehaus
- Alexander von Schlippenbach
- Dimitri Terzakis
- Klarenz Barlow

## Werke
- 1939/40 Kleine Suite für Violine und Klavier
- 1942–1944: Trio für Violine, Viola und Violoncello
- 1944/45: Streichquartett
- 1945: Sinfonia prosodica für großes Orchester
- 1942–1946: Fünf Lieder für mittlere Singstimme und Klavier
- 1939–1946: Extemporale für Klavier
- 1946: Capriccio für Klavier
- 1946: Konzert für Orchester (rev. 1948)
- 1947: Die Brünnlein, die da fließen für Soli, Chor und kleines Orchester
- 1947: Tantum ergo für Chor
- 1948: Lob der Torheit (Goethe) für Soli, Chor und großes Orchester, rev. 1959[11]
- 1949: Enchiridion Teil I für Klavier
- 1950: Sonate für Violine und Klavier
- 1950: Konzert für Violine und großes Orchester
- 1950: Rheinische Kirmestänze (1962 für 13 Bläser gesetzt)
- 1950: Märchensuite für Orchester[12]
- 1951: Sonate für Violine solo
- 1951: Sinfonie in einem Satz (Neufassung 1953)
- 1952: Exerzitien (Enchiridion Teil II) für Klavier[11]
- 1952: Des Menschen Unterhaltsprozeß gegen Gott (nach Pedro Calderón de la Barca), Funkoper in 3 Akten[11][13] für Sprecher, Soli, Frauenchor, Männerchor, großen gemischten Chor und Orchester. (Erstsendung NWDR Köln 1952).
- 1952: Konzert für Oboe und kleines Orchester
- 1954: Metamorphose. Musik zum gleichnamigen Film von Michael Wolgensinger für kleines Orchester
- 1954: Nobody knows the trouble I see – Konzert für C-Trompete und Orchester
- 1955: Sonate für Bratsche solo
- 1950–1955: Alagoana, Caprichos Brasileiros – Ballettsuite[14]
- 1956: Konfigurationen für Klavier
- 1955/56: Perspektiven – Musik für ein imaginäres Ballett für 2 Klaviere[11]
- 1957: Canto di speranza, Kantate für Violoncello und kleines Orchester
- 1957: Die fromme Helene (nach Wilhelm Busch) – Rezitation und Ensemble im Wechsel[15]
- 1957: Omnia tempus habent (Vulgata), Kantate für Sopran und 17 Instrumente
- 1958: Impromptu für großes Orchester
- 1960: Dialoge – Konzert für zwei Klaviere und großes Orchester (rev. 1965[11] bzw. 1967[16])
- 1960: Sonate für Cello solo
- 1961: Présence, ballet blanc für Klaviertrio und stummen Darsteller
- 1961: Antiphonen für Bratsche und 25 Instrumentalisten[11]
- 1962: Cinque Capricci di Girolamo Frescobaldi „La Frescobalda“ für kleines Orchester
- 1962: Giostra Genovese. Alte Tänze verschiedener Meister für kleines Orchester
- 1957–1962: Vokalsinfonie aus Die Soldaten für sechs Gesangssolisten (Koloratursopran, Mezzosopran, Alt, zwei Tenöre, Bass) und Orchester, UA: 20. Mai 1963[17]
- 1963: Tempus loquendi für Flöte solo
- 1964: Un petit rien, Suite aus der Musik zum Hörspiel nach dem Stück Die Mondvögel von Marcel Aymé
- 1964: Monologe für 2 Klaviere
- 1957–1965: Die Soldaten (nach dem gleichnamigen Drama von Jakob Michael Reinhold Lenz) – Oper in 4 Akten, UA: 15. Februar 1965
- 1966: Konzert für Violoncello und Orchester en forme de pas de trois
- 1962–1967: Musique pour les soupers du Roi Ubu – ballet noir en sept parties et un entrée (nach Alfred Jarry)[11](1968 als Konzertstück überarbeitet)
- 1967: Intercomunicazione für Violoncello und Klavier
- 1967: Tratto – Elektronische Komposition[18][11]
- 1967: Die Befristeten für Jazz-Quintett (Manuskript)[19]
- 1968: Photoptosis, Prélude für großes Orchester
- 1967–1969: Requiem für einen jungen Dichter – Lingual (nach Wladimir Majakowski, Konrad Bayer, James Joyce u. a.) für Sprecher, Sopran, Bariton, 3 Chöre, Tonband, Orchester und Jazz-Combo
- 1970: Stille und Umkehr, Orchesterskizzen
- 1970: Tratto 2 – Elektronische Komposition (4-Kanal-Bandaufnahme). UA am 14. März 1970 (Osaka)[20]
- 1970: Vier kurze Studien für Violoncello solo
- 1970: Ich wandte mich um und sah an alles Unrecht, das geschah unter der Sonne (nach Fjodor Dostojewski, Bibel)– Ekklesiastische Aktion für 2 Sprecher, Bass-Solo und Orchester
- 1970: Medea, Oper (nach Hans Henny Jahnn), unvollendet[16]

## Hörspielmusik
- 1966: Elias Canetti: Die Befristeten – Regie: Raoul Wolfgang Schnell (Hörspiel – WDR)

## Schriften
- „Du und Ich und Ich und die Welt“: Dokumente aus den Jahren 1940 bis 1950 (= Archive zur Musik des 20. Jahrhunderts, Band 4), hrsg. von Heribert Henrich, Hofheim 1998, ISBN 3-923997-84-1.
- Jenseits des Impressionismus: Von Debussy bis zur Jeune France. In: Musica. 3. 1949, S. 339–344.
- Material und Geist. In: Melos. 18 (1951), S. 5.
- Unzeitgemäße Betrachtungen zur Musik und der jungen Generation. In: Melos. 19. 1952, S. 305.
- „Zeitgenössische“ oder „neue Musik.“ Köln: Eine Vierteljahresschrift für die Freunde der Stadt 1960.
- Ludwig Strecker 80 Jahre alt. In: Melos. 30, 1969, S. 1.
- Intervall und Zeit. Aufsätze und Schriften zum Werk. Mainz 1974. Neuauflage mit teils verändertem Inhalt: Intervall und Zeit, hrsg., eingeleitet und kommentiert von Rainer Peters, mit Fotografien von Bernd Alois Zimmermann und Sabine Zimmermann, 2., vollständig überarbeitete und erweiterte Ausgabe, Mainz und Hofheim 2020, ISBN 978-3-95593-122-3.

## Tonträger (Auswahl)
- Requiem für einen jungen Dichter (1967/69) (Claudia Barainsky, David Pittman-Jennings, Holland Symfonia etc., Leitung: Bernhard Kontarsky), Cybele Records SACD 860.501 (2008) (Hybrid Super Audio CD in Stereo / 5.0-kanaligem Surround Sound)
- Initiale (Lieder und frühe Kammermusik) Prohaska, Höfer, Cappone, Schmidt et al., Wergo 2011

## Film
- Mönch und Dionysos. Der Komponist Bernd Alois Zimmermann. Dokumentarfilm, Deutschland, 2013, 60 Min., Buch und Regie: Bettina Ehrhardt, Produktion: bce films, WDR, Reihe: West ART Klassik, Erstsendung: 2. Dezember 2013 bei WDR,[22] u. a. mit Michael Gielen, Hans Zender.